# Sterculia dasyphylla
Sterculia dasyphylla är en malvaväxtart som beskrevs av A. C. Smith. Sterculia dasyphylla ingår i släktet Sterculia och familjen malvaväxter. Inga underarter finns listade i Catalogue of Life.